# Action Québec (parti)
Pour les articles homonymes, voir Action Québec.
Action Québec est un parti politique québécois ayant existé de 1987 à 1989.
Il a été autorisé par le Directeur général des élections du Québec (DGEQ) le 21 août 1987. Dirigé par Réginald Chartrand, le parti n'a eu aucune influence importante au Québec.
Faute de respecter les exigences de la Loi électorale, le DGEQ lui retire son autorisation le 9 septembre 1989,